# Дэвис, Уорик
Уорик Эшли Дэвис (англ. Warwick Ashley Davis; род. 3 февраля 1970, Эпсом, Суррей) — английский актёр, снимающийся в Голливуде.
Один из самых известных актёров-карликов в истории кино. Его рост составляет 1 м 7 см.
К числу наиболее известных ролей, сыгранных Дэвисом, относятся Лепрекон в одноимённой серии фильмов ужасов, начинающий волшебник Уиллоу из одноимённого фильма, робот Марвин в «Автостопом по Галактике», профессор Филиус Флитвик и гоблин Крюкохват из серии фильмов о Гарри Поттере, карлик Грильдриг из телевизионного сериала «Путешествия Гулливера», чёрный гном Никабрик из «Хроник Нарнии». Кроме того, Дэвис принимал участие в съёмках «Звёздных войн» (эпизоды 6 и 1, а также 9) в роли Уикета Уистри Уоррика и Йоды соответственно, а также в маленькой роли зрителя (без грима) в «Скрытой угрозе» (во время гонок с участием Энакина Скайуокера).

## Биография

### Ранняя жизнь
Уорик Дэвис родился в графстве Суррей, Англия в семье страхового брокера и его жены. У Дэвиса также есть младшая сестра. Он получил образование в «Chinthurst School», а затем в «City of London Freemen’s School».
Когда Дэвису было 11 лет, его бабушка услышала по радио объявление кастинга людей, которые были ниже 4 футов для роли в фильме «Звёздные войны Эпизод VI: Возвращение Джедая». Для Дэвиса, который был поклонником фильмов «Звёздные войны», это была мечта.

### Карьера

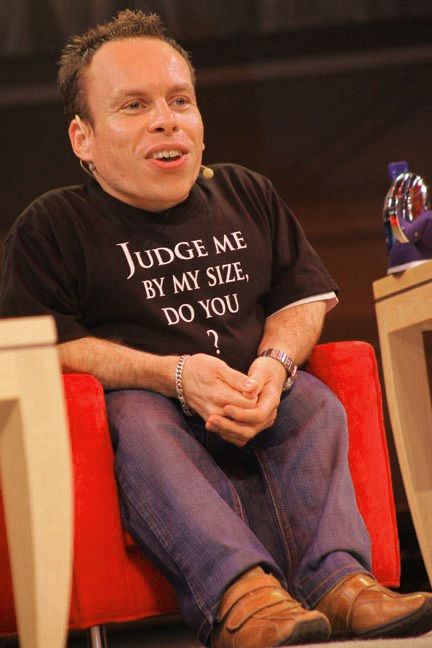
Дэвис в 2007 году.

В 1987 году Дэвис был вызван в «Elstree Studios» в Лондоне, чтобы встретиться с Роном Ховардом и Джорджем Лукасом, для обсуждения нового фильма под названием «Уиллоу», сценарий к которому писался с изначальным расчётом на Дэвиса. Впоследствии он сыграл в этом фильме главную роль. Затем Дэвис перешёл на телевидение, где стал сниматься в ряде проектов, самым известным из которых стал телесериал «Хроники Нарнии» производства «Би-би-си», где он сыграл роль Рипичипа.
В 1999 году Уорик появился в фильме «Звёздные войны. Эпизод I: Скрытая угроза» в роли Йоды. В этом фильме он также сыграл ещё две роли. Таким образом, Дэвис вошёл в число актёров, которые снялись как в оригинальной трилогии «Звёздных войн» (IV—VI эпизоды), так и в приквеле (I—III эпизоды), а также в сиквеле (VII—VIII эпизоды). Однако самой известной работой Дэвиса стала серия фильмов про злобного гнома Лепрекона, в которой он исполнил главную роль.
В серии фильмов о Гарри Поттере актёр сыграл профессора Флитвика и гоблина Крюкохвата.

### Другое
В апреле 2010 года Дэвис опубликовал автобиографию Size Matters Not: The Extraordinary Life and Career of Warwick Davis с предисловием Джорджа Лукаса.

### Личная жизнь
В отличие от большинства карликов (70 %), страдающих ахондроплазией, карликовость Дэвиса вызвана крайне редким генетическим состоянием, которое называется спондилоэпифизарной дисплазией. О своей карликовости Дэвис сказал: «Когда вы становитесь старше, вы можете пострадать от болезней бёдер и суставов намного быстрее, чем люди среднего роста».
Дэвис – вдовец, имеет двоих детей, которые живут в Яксли около Питерборо. Жена Дэвиса Саманта страдала ахондроплазией,  умерла 24 марта 2024 года. Дети Аннабель (р. 1997) и Харрисон (р. 2003) так же, как и их отец, страдают дисплазией.

## Фильмография
| Год  |     | Русское название                              | Оригинальное название                         | Роль                                                               |
| ---- | --- | --------------------------------------------- | --------------------------------------------- | ------------------------------------------------------------------ |
| 1982 | ф   | Возвращение эвока                             | Return of the Ewok                            | роль самого себя / Уикет Уистри Уоррик                             |
| 1983 | ф   | Звёздные войны. Эпизод VI: Возвращение джедая | Star Wars Episode VI: Return of the Jedi      | Уикет Уистри Уоррик                                                |
| 1984 | ф   | Караван смельчаков. Приключения эвоков        | Caravan of Courage: An Ewok Adventure         | Уикет Уистри Уоррик                                                |
| 1985 | тф  | Эвоки. Битва за Эндор                         | Ewoks: The Battle for Endor                   | Уикет Уистри Уоррик                                                |
| 1986 | ф   | Лабиринт                                      | Labyrinth                                     | Гоблинский корпус                                                  |
| 1986 | ф   | Принцесса и карлик                            | The Princess and the Dwarf                    |                                                                    |
| 1987 | ф   | Приключения Конор Финанс в Наасе              | Conor Finans Adventures in Naas               |                                                                    |
| 1988 | ф   | Уиллоу                                        | Willow                                        | Уиллоу Афгуд                                                       |
| 1989 | с   | Принц Каспиан и плавание на «Покорителе зари» | Prince Caspian/The Voyage of the Dawn Treader | Рипичип                                                            |
| 1990 | с   | Серебряное кресло                             | The Chronicles of Narnia                      | Светлое Перо                                                       |
| 1991 | с   | Зорро                                         | Zorro                                         | Дон Альфонсо                                                       |
| 1993 | ф   | Лепрекон                                      | Leprechaun                                    | Лепрекон                                                           |
| 1994 | ф   | Лепрекон 2                                    | Leprechaun 2                                  | Лепрекон                                                           |
| 1995 | ф   | Лепрекон 3                                    | Leprechaun 3                                  | Лепрекон                                                           |
| 1996 | с   | Путешествия Гулливера                         | Gulliver's Travels                            | карлик Грилдриг                                                    |
| 1996 | ф   | Лепрекон 4                                    | Leprechaun 4                                  | Лепрекон                                                           |
| 1997 | ф   | Принц Вэлиант                                 | Prince Valiant                                | Пеше                                                               |
| 1998 | ф   | Очень невезучий Лепрекон                      | A Very Unlucky Leprechaun                     | Лаки                                                               |
| 1999 | ф   | Звёздные войны. Эпизод I: Скрытая угроза      | Star Wars: Episode I – The Phantom Menace     | Уизел/Йода(в конце фильма(озвучивает Фрэнк Оз                      |
| 1999 | ф   | Новые приключения Пиноккио                    | The New Adventures of Pinocchio               | карлик Пепе Крикет                                                 |
| 1999 | ф   | Белый пони                                    | The White Pony                                | Лаки                                                               |
| 2000 | с   | Десятое королевство                           | The 10th Kingdom                              | Карлик Жёлудь                                                      |
| 2000 | ф   | Лепрекон 5: Сосед                             | Leprechaun in the Hood                        | Лепрекон                                                           |
| 2001 | ф   | Белоснежка                                    | Snow White: The Fairest of Them All           | Суббота                                                            |
| 2001 | ф   | Гарри Поттер и философский камень             | Harry Potter and the Philosopher's Stone      | Профессор Филиус Флитвик / гоблин-банкир / гоблин Крюкохват        |
| 2002 | ф   | Гарри Поттер и Тайная комната                 | Harry Potter and the Chamber of Secrets       | Профессор Флитвик                                                  |
| 2002 | ф   | Парни Аль Капоне                              | Al's Lads                                     | Лео                                                                |
| 2003 | ф   | Лепрекон 6: Домой                             | Leprechaun: Back 2 tha Hood                   | Лепрекон                                                           |
| 2004 | ф   | Рэй                                           | Ray                                           | Оберон                                                             |
| 2004 | ф   | Гарри Поттер и узник Азкабана                 | Harry Potter and the Prisoner of Azkaban      | Руководитель хора (дирижер)                                        |
| 2004 | ф   | Без кожи                                      | Skinned Deep                                  | Блюдец                                                             |
| 2005 | ф   | Автостопом по галактике                       | The Hitchhiker’s Guide to the Galaxy          | робот Марвин                                                       |
| 2005 | ф   | Гарри Поттер и Кубок огня                     | Harry Potter and the Goblet of Fire           | Профессор Флитвик                                                  |
| 2005 | ф   | Злодеи из глубинки                            | Small Town Folk                               | Нэкерман                                                           |
| 2005 | ф   | Массовка                                      | Extras                                        | в роли самого себя                                                 |
| 2007 | ф   | Гарри Поттер и Орден Феникса                  | Harry Potter and the Order of the Phoenix     | Профессор Флитвик / сотрудник Министерства магии                   |
| 2008 | ф   | Агент один с половиной                        | Agent One-Half                                | Агент один с половиной                                             |
| 2008 | ф   | Хроники Нарнии: Принц Каспиан                 | The Chronicles of Narnia: Prince Caspian      | Никабрик — чёрный гном                                             |
| 2009 | ф   | Гарри Поттер и Принц-полукровка               | Harry Potter and the Half-Blood Prince        | Профессор Флитвик                                                  |
| 2010 | кор | Скажите ему в следующем году                  | Tell Him Next Year                            | Эльф Санта-Клауса                                                  |
| 2009 | с   | Мерлин                                        | Merlin                                        | Греттир                                                            |
| 2010 | ф   | Гарри Поттер и Дары Смерти. Часть 1           | Harry Potter and the Deathly Hallows – Part 1 | Крюкохват                                                          |
| 2011 | с   | Смешной бизнес Дика и Дома                    | Dick and Dom's Funny Business                 | роль самого себя                                                   |
| 2011 | ф   | Гарри Поттер и Дары Смерти. Часть 2           | Harry Potter and the Deathly Hallows – Part 2 | Профессор Флитвик / Крюкохват                                      |
| 2011 | с   | Жизнь так коротка                             | Life's Too Short                              | камео                                                              |
| 2012 | с   | Идиот за границей                             | An Idiot Abroad                               | роль самого себя                                                   |
| 2013 | с   | Доктор Кто                                    | Doctor Who                                    | Порридж                                                            |
| 2013 | ф   | Джек — покоритель великанов                   | Jack the Giant Slayer                         | Старый Хамм                                                        |
| 2014 | ф   | Достать Санту                                 | Get Santa                                     | Салли                                                              |
| 2015 | с   | Бабуля Кэтрин Тейт                            | Catherine Tate's Nan                          | мистер Попка                                                       |
| 2015 | ф   | Звёздные войны: Пробуждение силы              | Star Wars: The Force Awakens                  | Воливан                                                            |
| 2016 | ф   | Изгой-один. Звёздные войны: Истории           | Rogue One: A Star Wars Story                  | Витиф Сьюби                                                        |
| 2016 | с   | Мальчик-миллиардер                            | Billionaire Boy                               | в роли самого себя, устроившегося дворецким в замке главных героев |
| 2016 | с   | Джонатан Крик                                 | Jonathan Creek                                | Преподобный Уэнделл Уилки                                          |
| 2017 | ф   | Звёздные войны: Последние джедаи              | Star Wars: The Last Jedi                      |                                                                    |
| 2017 | мс  | Звёздные войны: Повстанцы                     | Star Wars Rebels                              | Рух                                                                |
| 2018 | ф   | Хан Соло. Звёздные войны: Истории             | Solo: A Star Wars Story                       | Уизел                                                              |
| 2019 | мс  | Муми-Дол                                      | Moominvalley                                  | Снифф                                                              |
| 2019 | ф   | Звёздные войны: Скайуокер. Восход             | Star Wars: The Rise of Skywalker              | Уикет У. Уоррик                                                    |
| 2020 | с   | Уиллоу                                        | Willow                                        | Уиллоу Афгуд                                                       |